# 本田技術研究所

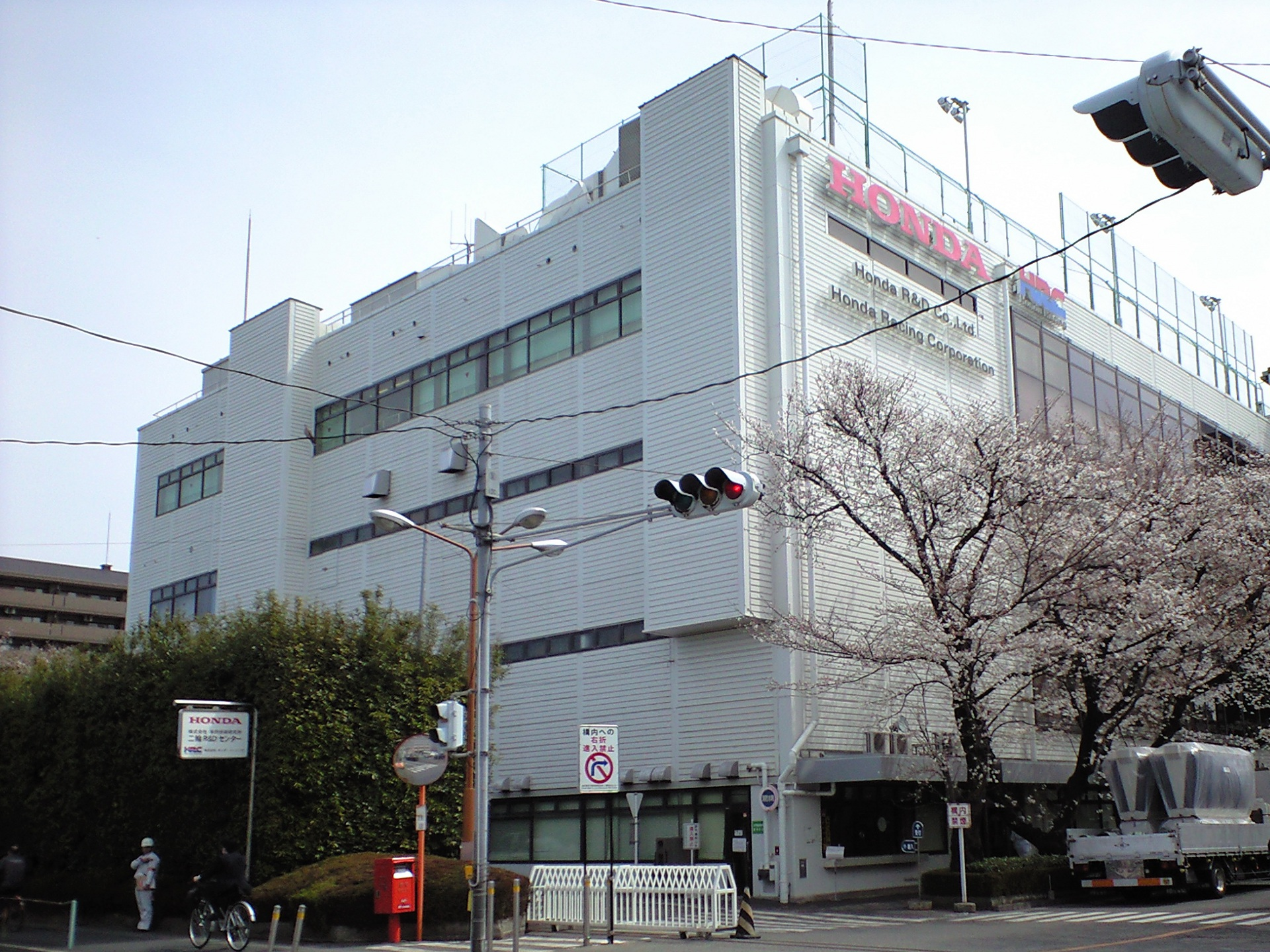
朝霞研究所

株式会社本田技術研究所（ほんだぎじゅつけんきゅうしょ、英語表記：Honda R&D Co.,Ltd.）は、本田技研工業の研究開発部門を分社化した企業である。本社は埼玉県和光市にあり、朝霞市、栃木県芳賀郡芳賀町などに研究所を持っている。
伝統的に本田宗一郎以降の本田技研工業の社長は、研究所出身者から選ばれている。8代目社長の八郷隆弘を除いては、いずれも研究所の社長を経験している。

## 概要
本田技術研究所は1960年設立。元々は藤沢武夫（当時本田技研工業専務）が「研究所を本社から分離することで、目先の業績に左右されない自由な研究環境が実現できるだけでなく、一般的な企業のピラミッド型組織と異なるフラットな組織の実現も容易に行え、研究員に対する待遇も改善できる」と考えたことがきっかけである。ただ設立準備段階では、当時の本田技研工業の業績が安定せず、しばしば工場において労働争議が発生していたことなどから、「労働組合の分断工作である」として社員から大きな反発を受けたものの、藤沢は社内のコンセンサスを得られないまま強引に押し切ったという。
また、本田技研工業から研究所に対して、売上高に応じた委託研究費が支払われるという点もユニークである。ちなみにその割合は、設立当初は売上高の2.5%となっていたが、2012年現在は5%をベースに積み増した額（約5,000億円程度）が支払われていると見られている。
階層が増えピラミッド型組織に近づきつつあることを危惧し、フラットな文鎮型組織を目指し、2006年4月に、事業軸別に5つの開発センター体制に移行するとともに内部でも大きな組織変更が実行された。現場への大幅な権限委譲が図られた。
2019年2月に再び大幅な体制変更が発表され、同年4月1日付でリサーチ機能を集約した「先進技術研究所」の設置、デジタル技術の研究を集約した「デジタルソリューションセンター」の新設などが行われることになった。特に二輪の開発については、従来の二輪R&Dセンターを廃止し本田技研工業の二輪事業本部に機能を統合するため、従来の「商品開発は研究所、製造・販売は本社」という機能区分を一部ながら崩す形となっている。さらに2020年2月には、自動車の開発についても研究所のオートモービルセンターを廃止し四輪事業本部に機能を統合することが発表され、研究所はデザインなど一部を除き商品開発から離れることとなった。2022年には、従来ホンダF1のパワーユニットやSUPER GT用車両等の開発を担ってきた「HRD Sakura」がホンダ・レーシング（HRC）に移管され、研究所単体としての規模は縮小の一途をたどっている。

## 沿革
本田技術研究所 沿革を参照。

## 研究開発体制

### 2025年4月以降
- Innovative Reserch Excellence（先進技術研究所)
- Innovative Reserch Excellence, Power Unit & Energy（先進パワーユニット・エネルギー研究所）
- Design Center（デザインセンター）
- Material Research Center（材料研究センター）
- Honda R&D Europe（ホンダR&Dヨーロッパ）
- Honda Research Institures（ホンダ・リサーチ・インスティチュート）

### 2020年4月以降（日本国内）
- 先進技術研究所（埼玉県和光市中央１丁目４番１号）
- 先進パワーユニット・エネルギー研究所（同）
- デザインセンター（同）
- ライフクリエーションセンター（埼玉県朝霞市泉水３丁目15番１号）
- HRD Sakura（栃木県さくら市下河戸1220番地32号）

### 2019年4月以降（日本国内）
2019年4月1日に研究所の大規模な組織改編を下記の通り行った。
- 先進技術研究所
- オートモービルセンター（旧四輪R&Dセンター）
- デジタルソリューションセンター
- ライフクリエーションセンター
- エアロエンジンセンター（旧航空機エンジンR&Dセンター）
- HRD Sakura

### 2019年3月まで（日本国内）
| 施設                                   | 設立日     | 所在地         | 開発分野 |
| -------------------------------------- | ---------- | -------------- | --- |
| 二輪R&Dセンター                        | 1973年11月 | 埼玉県朝霞市   | 二輪製品全般（競技車両含む）の開発を行う。                                                                                            |
| 四輪R&Dセンター（和光）                | 1960年7月  | 埼玉県和光市   | 四輪製品のデザインを行う。 |
| 四輪R&Dセンター（栃木）                | 1979年4月  | 栃木県芳賀郡   | 四輪製品全般の開発を行う。競技車両の開発については2014年に下記のHRD sakuraに分離された。                                              |
| HRD sakura                             | 2014年1月  | 栃木県さくら市 | F1を始めとする四輪モータースポーツ向け開発を行う。                                                                                    |
| 汎用R&Dセンター                        | 1975年9月  | 埼玉県朝霞市   | 汎用エンジン、発電機、耕運機、芝刈り機などの開発を行う。                                                                              |
| 航空機エンジンR&Dセンター              | 2004年7月  | 埼玉県和光市   | 航空機用レシプロエンジン、航空機用ガスタービンエンジンの開発を行う。                                                                  |
| 基礎技術研究センター                   | 1991年1月  | 埼玉県和光市   | エレクトロニクス、バイオテクノロジー、新素材、コンピューター科学、燃料電池システム 小型ジェット機の機体や人間型ロボットの研究を行う。 |
| PG管理室（栃木プルービンググラウンド） | 1979年4月  | 栃木県芳賀郡   | 二輪車・四輪車、汎用製品をテストできる、総合テストコース。                                                                            |
| PG管理室（鷹栖プルービンググラウンド） | 1996年5月  | 北海道上川郡   | 寒冷地テストのために作られた総合テストコース。                                                                                        |